# Lijst van politieke tijdschriften
Dit is een lijst van politieke tijdschriften. Ze omvat zowel opinie- en nieuwsmagazines met een belangrijke mate van politieke berichtgeving als puur politieke en politicologische tijdschriften. Wetenschappelijk tijdschriften in de politieke wetenschappen zijn hier niet in opgenomen.

## Lijst
| Naam                                | Ideologie               | Oprichting | Land                | Taal              |
| ----------------------------------- | ----------------------- | ---------- | ------------------- | ----------------- |
| 't Pallieterke                      | Rechts-conservatief     | 1945       | België              | Nederlands        |
| Aktief                              | Links-progressief       | 1975       | België              | Nederlands        |
| Apache                              | Progressivisme          | 2010       | België              | Nederlands        |
| Brood & Rozen                       | Sociaaldemocratie       | 1982       | België              | Nederlands        |
| Civis Mundi                         |                         | 1962       | Nederland           | Nederlands        |
| Counterpunch                        | Links                   | 1994       | Verenigde Staten    | Engels            |
| Current Affairs                     | Progressivisme          | 2015       | Verenigde Staten    | Engels            |
| De Republikein                      | Republicanisme          | 2005       | Nederland           | Nederlands        |
| Dissent                             | Links                   | 1954       | Verenigde Staten    | Engels            |
| Doorbraak                           | Conservatief            | 2021       | België              | Nederlands        |
| Gids op Maatschappelijk Gebied      | Christendemocratie      | 1901       | België              | Nederlands        |
| Harper's Magazine                   |                         | 1850       | Verenigde Staten    | Engels            |
| Het Volksbelang                     | Liberalisme             | 1867       | België              | Nederlands        |
| In These Times                      | Progressivisme          | 1976       | Verenigde Staten    | Engels            |
| Jacobin                             | Socialisme              | 2010       | Verenigde Staten    | Engels            |
| Jacobin (Braziliaanse editie)       | Socialisme              | 2019       | Brazilië            | Portugees         |
| Jacobin (Duitse editie)             | Socialisme              | 2020       | Duitsland           | Duits             |
| Jacobin (Nederlandse editie)        | Socialisme              | 2023       | Nederland           | Nederlands        |
| Labor Notes                         | Vakbeweging             | 1979       | Verenigde Staten    | Engels            |
| Lava                                | Marxisme                | 2017       | België              | Frans, Nederlands |
| Monthly Review                      | Socialisme              | 1949       | Verenigde Staten    | Engels            |
| Mother Jones                        | Progressivisme          | 1976       | Verenigde Staten    | Engels            |
| National Review                     | Conservatisme           | 1955       | Verenigde Staten    | Engels            |
| New Left Review                     | Links                   | 1960       | Verenigd Koninkrijk | Engels, Spaans    |
| New Politics                        | Socialisme              | 1986       | Verenigde Staten    | Engels            |
| New Statesman                       | Liberaal-progressief    | 1913       | Verenigd Koninkrijk | Engels            |
| Oikos                               | Ecologisme              | 1996       | België              | Nederlands        |
| People's World                      | Marxisme                | 1924       | Verenigde Staten    | Engels, Spaans    |
| Politique                           | Progressivisme          | 1997       | België              | Frans             |
| SamPol                              | Sociaaldemocratie       | 1994       | België              | Nederlands        |
| Texas Observer                      | Amerikaans liberalisme  | 1954       | Verenigde Staten    | Engels            |
| The American Prospect               | Progressief liberalisme | 1990       | Verenigde Staten    | Engels            |
| The Atlantic                        |                         | 1857       | Verenigde Staten    | Engels            |
| The Baffler                         | Links                   | 1988       | Verenigde Staten    | Engels            |
| The Economist                       | Liberalisme             | 1843       | Verenigd Koninkrijk | Engels            |
| The Nation                          | Progressief liberalisme | 1865       | Verenigde Staten    | Engels            |
| The New Republic                    | Progressief liberalisme | 1914       | Verenigde Staten    | Engels            |
| The Progressive                     | Links-progressief       | 1909       | Verenigde Staten    | Engels            |
| The Spectator                       | Conservatisme           | 1828       | Verenigd Koninkrijk | Engels            |
| The Spectator (Amerikaanse editie)  | Conservatisme           | 2018       | Verenigde Staten    | Engels            |
| The Spectator (Australische editie) | Conservatisme           | 2008       | Australië           | Engels            |
| Utne Reader                         | Progressivisme          | 1984       | Verenigde Staten    | Engels            |
| Wilfried                            |                         | 2017       | België              | Frans             |
| Z Magazine                          | Links                   | 1987       | Verenigde Staten    | Engels            |